# إدي كروجر
إدي كروجر (بالإنجليزية: Eddie Krueger)‏ هو لاعب كرة قدم أمريكي، ولد في 10 سبتمبر 1959 في بوفالو في الولايات المتحدة. لعب مع نادي غوادالاخارا.